# Huszár család (mezőkövesdi)
A mezőkövesdi báró Huszár család, a Kraszna vármegyéből származó nemesi családok egyike, mely mára már kihalt.

## Története
Kövesdi Boér Ferenc krasznai főispán fia, József, aki 1742-től királyi táblai ülnök, 1747-től pedig Torda vármegye főispánja volt. Ez a József 1728. július 12-én kövesdi Huszár néven bárói címet kapott, így ő lett a család első tagja. A család több jelentős köztisztviselőt, politikust és katonát adott Magyarországnak. A család utolsó férfi tagja, Károly, 2005-ben halt meg.
Helyesen kövesdi Huszár család:
A Huszár család az Alsó-Fehér megyei Kövesdről vette az előnevét, melyet még a Boér ősök szereztek a fejedelmek korában. Erre utal a bárói diploma idevágó sora is. „…a te és fentnevezettjeid [mindkét nemű leszármazottaid] az új Huszár néven hívassatok, együtt a régi kövesdi előnévvel…”  Mindezek ellenére születési anyakönyvekben, kamarási iratokban és más dokumentumokban is gyakran szerepel a mezőkövesdi előnév. E dokumentumok alapján kerülhetett be e hibás predikátum egyes családtörténeti munkákba, szakirodalmi kiadványokba is: Mező-kövesdi néven szerepel a család Pálmaynál, Huszár de Mezőkövesd néven Vajaynál. Ez utóbbi nyomán került be Huszár de Mezőkövesd hibás formában a Gothai Almanach kiegészítő sorozatának, az Adelslexikonnak az V. kötetébe. E tévedéssorozatnak az lehetett az oka, hogy maga a család is összetévesztette az Alsó-Fehér megyei Kövesdet a lakóhelyéhez (Abafája) sokkal közelebb eső, a Marosi alsó járásban fekvő Mező-Kövesddel (Székelykövesd).    

## Jelentősebb családtagok
- Huszár Károly (1795–1869) az erdélyi országgyűlés ellenzéki követe
- Huszár Károly (1829–1895) hivatalnok, honvédhuszár
- Huszár Sándor (?) a kolozsvári Nemzeti Színház intendánsa